# Завалишин, Юрий Кузьмич
Юрий Кузьмич Завалишин (3 октября 1932 — 19 августа 2019) — генеральный директор ядерно-боеприпасного завода «Авангард». Доктор технических наук, профессор. Член Российской и Международной инженерных академий, а также Международной академии информатизации и академии проблем обороны, безопасности и правопорядка.

## Биография
Юрий Кузьмич Завалишин родился 3 октября 1932 года в с. Котенино Варненского района Челябинской области. Окончил металлургический факультет Уральского политехнического института им. С. М. Кирова в 1955 году, по специальности инженер-металлург. Начал работу в 1955 году во Всесоюзном научно-исследовательском институте экспериментальной физики на заводе № 551 по серийному производству ядерных боеприпасов. В 1987 году окончил Академию Народного Хозяйства при Совете Министров СССР. С 1990 по 2000 год — генеральный директор электромеханического завода № 551 — «Авангард», с 2000 по 2002 год — научный руководитель завода.
Доктор технических наук, профессор. Член Российской и Международной инженерных академий, а также Международной академии информатизации и академии проблем обороны, безопасности и правопорядка.

## Научные достижения
- Разработка технологических процессов сборки и разборки ядерных зарядов и специальных боеприпасов.
- Организатор производства ядерных боеприпасов последних поколений для различных родов войск.
- Разработка технологических процессов изготовления атомных зарядов для освоения нефтяных, газовых и рудных месторождений, создания подземных хранилищ природного газа и нефтепродуктов, ликвидации аварийных газовых и нефтяных фонтанов.
- Обеспечение безопасности работы с ядерными боеприпасами на всех этапах их жизненного цикла.
- Изготовление подвижных взрывотехнических криминалистических лабораторий по программе борьбы с терроризмом.
- Разработка радиоизотопных термоэлектрических генераторов для космических аппаратов, в том числе для «Луноходов 1 и 2», а также по программе «Марс-96».

В 2002 году основал кафедру технологии специального машиностроения в Саровском государственном физико-техническом институте.
Имеет 167 научных трудов, 8 патентов на изобретения.

## Награды
- Лауреат государственной премии Российской Федерации в области науки и техники (1995 г.)
- Лауреат премии Правительства Российской Федерации в области науки и техники (2002 г.)
- Заслуженный машиностроитель Российской Федерации. (1992 г.)
- Награждён орденом «За заслуги перед Отечеством» IV степени (1999 г.), двумя орденами Трудового Красного Знамени (1971 и 1986 годы), орденом «Знак Почёта» (1962 г.), орденом «Петра Великого» (2006 г.) и многими медалями.
- Ветеран атомной промышленности.
- Почётный гражданин города Сарова (1999 г.)